# Ielena Novik
Ielena Vladislavovna Novik (en russe : Елена Владиславовна Новик) est une joueuse de volley-ball russe née le 23 mars 1994. Elle mesure 1,80 m et joue au poste de passeuse. 

## Clubs
| Club             | De        | À         |
| ---------------- | --------- | --------- |
| Dinamo Moscou-2  | 2008-2009 | 2012-2013 |
| SDYUSHOR-65 NIKA | 2010-2011 | 2012-2013 |
| Proton Balakovo  | 2013-2014 | 2016-2017 |
| PSK Sakhaline    | 2017-2018 | 2017-2018 |
| Dinamo Kazan     | 2018-2019 | 2018-2019 |
| PSK Sakhaline    | 2019-2020 | …         |

## Palmarès
- Supercoupe de Russie
  - Finaliste : 2018.